# (9539) Пришвин
(9539) Пришвин (лат. Prishvin) — типичный астероид главного пояса, открыт 21 октября 1982 года советским астрономом Людмилой Карачкиной в Крымской астрофизической обсерватории и 4 мая 1999 года назван в честь писателя Михаила Пришвина.

## Обнаружение и именование
(9539) Пришвин
Открыт 21 октября 1982 года в Научном Л. Г. Карачкиной.
Назван в память о писателе Михаиле Михайловиче Пришвине (1873—1954), известном своими глубокими философскими описаниями русской природы. Его трогательные истории о животных вызывают трепет, особенно у детей.
Оригинальный текст (англ.)9539 Prishvin
Discovered 1982-10-21 by Karachkina, L. G. at Nauchnyj.
Named in memory of the writer Mikhail Mikhajlovich Prishvin (1873—1954), famous for his deep philosophical descriptions of Russian nature. His affecting stories about animals are thrilling, especially for children.
Источники: 19981110/Numbers.arc; M.P.C. 34630.

## Орбита

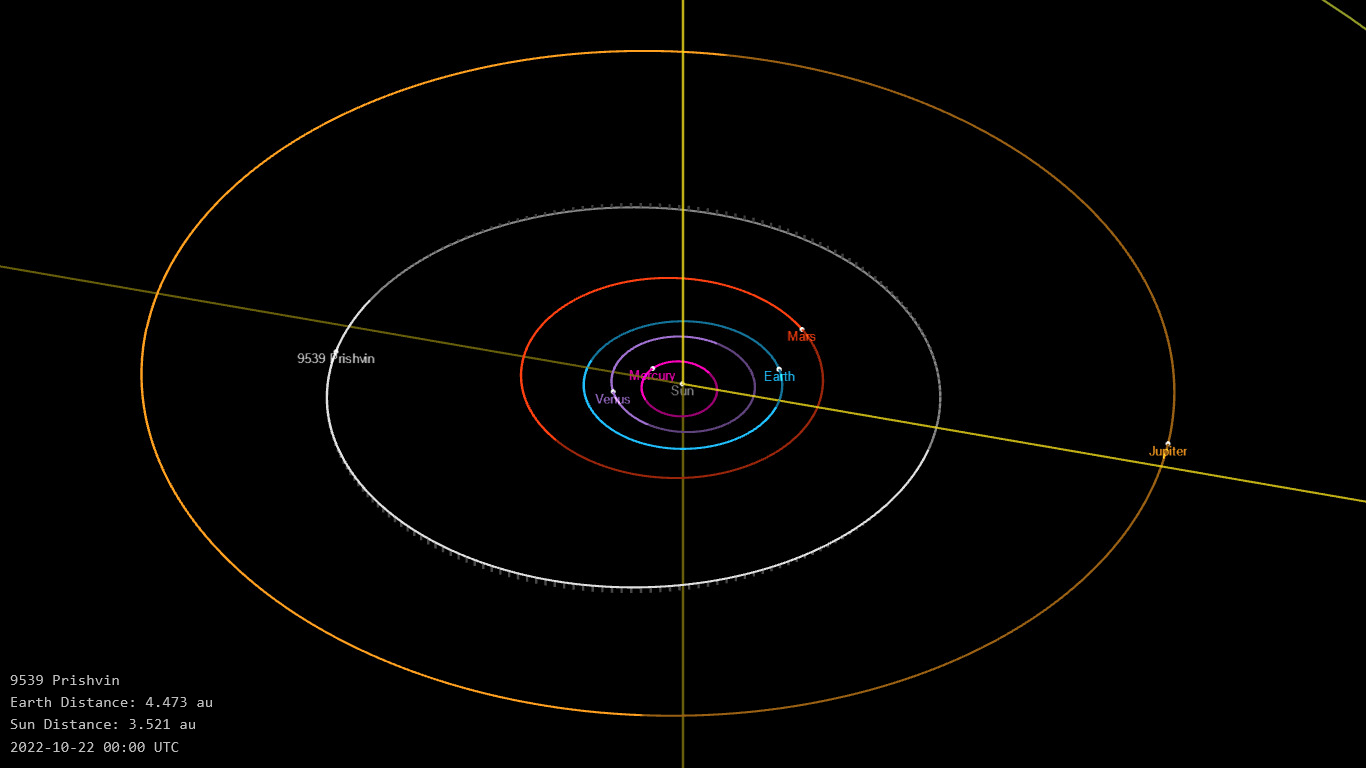
Орбита астероида Пришвин и его положение в Солнечной системе

## Физические характеристики
Астероид относится к таксономическому классу C.
По результатам наблюдений в видимом и ближнем инфракрасном диапазоне космического телескопа NEOWISE диаметр астероида сначала оценивался равным 9,603±0,098 км, позже — 10,53±4,45 км. Согласно тем же источникам альбедо оценивается как 0,0761±0,0103, 0,076±0,010 и 0,056±0,102.